# Babatunde Onifade
Onifade Babatunde Olamide (* 15. Oktober 2003) ist ein nigerianischer Fußballspieler.

## Karriere
Babatunde Onifade erlernte das Fußballspielen in der Jugend vom Dynamic Plus Soccer FC im nigerianischen Lagos. Seinen ersten Profivertrag unterschrieb er am 1. August 2024 beim thailändischen Zweitligisten Suphanburi FC. Sein Zweitligadebüt für den Verein aus Suphanbri gab er am 9. August (1. Spieltag) im Auswärtsspiel gegen den Erstligaabsteiger Chonburi FC. Bei der 4:0-Niederlage stand er in der Startelf und wurde in der 58. Minute gegen Chitsanuphong Phimpsang ausgewechselt. Nach insgesamt zwölf Ligaspielen wurde sein Vertrag im Dezember 2024 nicht verlängert.